# Lucien Hubert
Lucien Hubert, född den 27 augusti 1868, död den 18 maj 1938, var en fransk politiker och journalist.
Hubert blev deputerad 1897 och senator 1912. Som specialist på kolonialfrågor användes Hubert i olika diplomatiska uppdrag och tog flitigt del i riksdagens utskottsarbete. Han var november 1929 - februari 1930 justitieminister i André Tardieus regering.